# 大阪市立新巽中学校
大阪市立新巽中学校（おおさかしりつ しんたつみ ちゅうがっこう）は、大阪府大阪市生野区にある公立中学校。
地域の生徒数の増加により、1976年に大阪市立巽中学校から分離開校した。
通称は「新巽」（しんたつ）である。

## 沿革
- 1976年4月1日 - 大阪市立新巽中学校として、現在地に開校。

## 通学区域
- 大阪市立巽南小学校の通学区域全域。
- 大阪市立巽小学校の通学区域の一部。
  - 大阪市生野区 巽西2丁目（一部）、巽西3丁目（一部）、巽西4丁目（一部）、田島5丁目（一部）、巽南1丁目（一部）、巽南2丁目-5丁目（全域）。

## 交通
- 地下鉄千日前線 南巽駅 南西へ約500m。
- 関西本線（大和路線） 平野駅 北へ約1.3km。
- 大阪シティバス 新巽中学校前バス停、巽南5丁目バス停。